# Édson Puch
Edson Raúl Puch Cortez (phát âm tiếng Tây Ban Nha:  [eθson putʃ], sinh ngày 9 tháng 4 năm 1986) là một cầu thủ bóng đá người Chile chơi ở vị trí tiền đạo cho câu lạc bộ Primera Division, Universidad Católica. Anh đã chia tay đội tuyển bóng đá quốc gia Chile khi đội bóng này không vượt qua vòng loại World Cup 2018.
| Thông tin cá nhân | Thông tin cá nhân                 | Thông tin cá nhân                 | Thông tin cá nhân                 |
| --- | --------------------------------- | --------------------------------- | --------------------------------- |
| Họ và tên | Edson Raúl Puch Cortez            | Edson Raúl Puch Cortez            | Edson Raúl Puch Cortez            |
| Ngày sinh | Ngày 9 tháng 4 năm 1986 (34 tuổi) | Ngày 9 tháng 4 năm 1986 (34 tuổi) | Ngày 9 tháng 4 năm 1986 (34 tuổi) |
| Nơi sinh | Iquique, Chile                    | Iquique, Chile                    | Iquique, Chile                    |
| Chiều cao | 1,69 m (5 ft 7 in)                | 1,69 m (5 ft 7 in)                | 1,69 m (5 ft 7 in)                |
| Vị trí | Tiền vệ cánh / tấn công           | Tiền vệ cánh / tấn công           | Tiền vệ cánh / tấn công           |
| Thông tin câu lạc bộ |                                   |                                   |                                   |
| CLB hiện tại | Universidad Católica              | Universidad Católica              | Universidad Católica              |
| Số | 10                                | 10                                | 10                                |
| Sự nghiệp cầu thủ trẻ |                                   |                                   |                                   |
| | Huachipato                        |                                   |                                   |
| Sự nghiệp càu thủ chuyên nghiệp* |                                   |                                   |                                   |
| Năm | Đội                               | ST†                               | (BT)†                             |
| 2005–2006 | Huachipato                        | 18                                | (0)                               |
| 2007–2009 | Deportes Iquique                  | 74                                | (22)                              |
| 2009–2011 | Universidad de Chile              | 65                                | (17)                              |
| 2011–2014 | Al-Wasl                           | 16                                | (2)                               |
| 2012–2013 | → Dep. Iquique (cho mượn)         | 26                                | (2)                               |
| 2015 | Huracán                           | 6                                 | (0)                               |
| 2016 | LDU Quito                         | 15                                | (3)                               |
| 2016–2017 | Necaxa                            | 35                                | (15)                              |
| 2017–2019 | Pachuca                           | 9                                 | (2)                               |
| 2018–2020 | → Querétaro (cho mượn)            | 22                                | (6)                               |
| 2019 | → Universidad Católica (cho mượn) | 17                                | (5)                               |
| 2020– | Universidad Católica              | 6                                 | (3)                               |
| Đội tuyển quốc gia ‡ |                                   |                                   |                                   |
| 2009–2017 | Chile                             | 20                                | (2)                               |
| Danh dự[chương trình] |                                   |                                   |                                   |

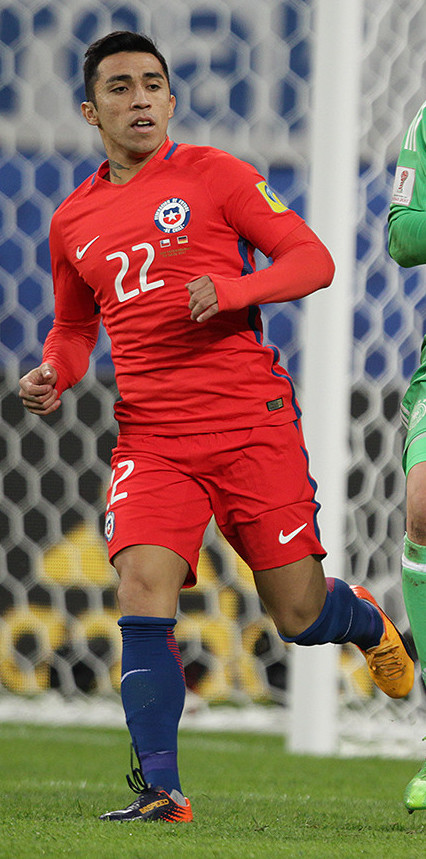
Puch tại Cúp Liên đoàn FIFA 2017

| * Sự xuất hiện và mục tiêu của câu lạc bộ cấp cao chỉ được tính cho giải đấu trong nước và chính xác kể từ ngày 14 tháng 3 năm 2020 Mũ đội tuyển quốc gia và mục tiêu chính xác vào ngày 14 tháng 3 năm 2020 |                                   |                                   |                                   |